# Lappstjärnnavling
Lappstjärnnavling (Omphaliaster borealis) är en svampart som först beskrevs av M. Lange & Skifte, och fick sitt nu gällande namn av Lamoure 1971. Omphaliaster borealis ingår i släktet Omphaliaster och familjen Tricholomataceae. Inga underarter finns listade i Catalogue of Life.
I den svenska databasen Dyntaxa används istället namnet Hygroaster borealis för samma taxon. Arten är reproducerande i Sverige.